# Svarttjärnen (Attmars socken, Medelpad, 690411-154301)
Svarttjärnen är en sjö i Sundsvalls kommun i Medelpad och ingår i Harmångersåns huvudavrinningsområde. Sjöns area är 0,04 kvadratkilometer och den befinner sig 333 meter över havet.